# Tennistoernooi van Rome 2004
|                                    |  |                                          |
| Carlos Moyà, winnaar bij de mannen |  | Amélie Mauresmo, winnares bij de vrouwen |

Het tennistoernooi van Rome van 2004 werd van 3 tot en met 16 mei 2004 gespeeld op de gravelbanen van het Foro Italico in de Italiaanse hoofdstad Rome. De officiële naam van het toernooi was Telecom Italia Masters.
Het tennistoernooi van Rome trok 89.579 toeschouwers.
Het toernooi bestond uit twee delen:
- ATP-toernooi van Rome 2004, het toernooi voor de mannen, van 3 tot en met 9 mei
- WTA-toernooi van Rome 2004, het toernooi voor de vrouwen, van 10 tot en met 16 mei

ATP-toernooi van Rome – WTA-toernooi van Rome

1990 · 1991 · 1992 · 1993 · 1994 · 1995 · 1996 · 1997 · 1998 · 1999 · 2000 · 2001 · 2002 · 2003 · 2004 · 2005 · 2006 · 2007 · 2008 · 2009 · 2010 · 2011 · 2012 · 2013 · 2014 · 2015 · 2016 · 2017 · 2018 · 2019 · 2020 · 2021 · 2022 · 2023 · 2024